# 212 a.C.
Il 212 a.C. (CCXII a.C. in numeri romani) è un anno  del III secolo a.C.

## Eventi
- Marco Claudio Marcello conquista Siracusa

## Morti
- Archimede, matematico, fisico e inventore siceliota
- Ippocrate di Siracusa, siceliota
- Tiberio Sempronio Gracco, politico romano